# Патрикеево (Татарстан)

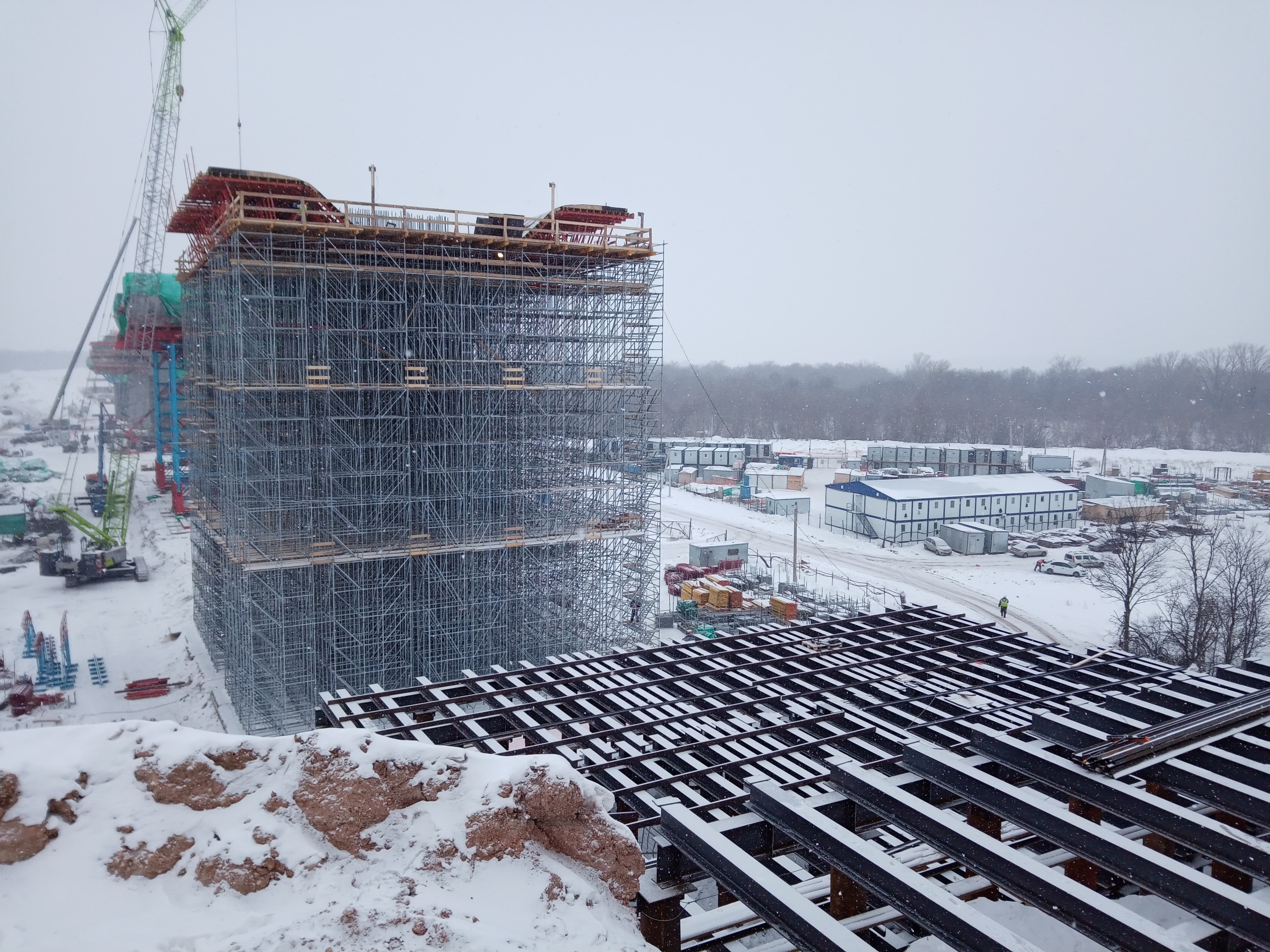
Строительство автодороги М12 возле деревни, урочище Осипов овраг

Патрикеево (тат. Патрикей) — деревня в Верхнеуслонском районе Республики Татарстан.

## География
Расположена на р. Свияга, в 48 км к юго-западу от села Верхний Услон.

## История
Официально деревня известна с 1646 года как Починок Патрикеев. Местные крестьяне первоначально принадлежали Свияжскому Троицко-Сергиевскому монастырю, в 1764 г. были переданы в ведение Коллегии экономии, затем вошли в разряд государственных крестьян. Занимались земледелием, разведением скота, огородничеством.
В писцовой книги Свияжского уезда 1565—1567 годов, в которой есть и перечень населённых пунктов, и карты территорий, на месте сегодняшнего Патрикеева значится Починок Патрикеев. Видимо, в XVI веке это поселение было настолько малочисленным, что «статус» деревни оно получило только в следующем столетии.
Мнения о происхождении наименования населённого пункта разнятся. Одни уверяют, будто Патрикеевым звали помещика, некогда владевшего прилегающими землями. Другие настаивают, что это фамилия первопоселенца. Третьи то ли в шутку, то ли всерьёз связывают название со знаменитым персонажем русских народных сказок Лисой Патрикеевной: мол, деревня и русская, и старинная, как и сам персонаж. Ну в это трудно поверить, ведь рыжая получила своё отчество в честь удельного князя Стародубского Патрикея — хитрого и пронырливого. А местные крестьяне всегда отличались открытостью и трудолюбием…
Согласно переписям населения, в 1782 году в деревне проживали 102 крестьянина, к 1920-му она разрослась до свыше 900 человек, которые постепенно стали покидать малую родину. В 2002-м здесь осталось около 160 жителей, а сегодня и того меньше — 111, из них чуть более половины — трудоспособного возраста. Шестеро из десяти патрикеевских ребятишек — школьники, которых на автобусе возят на занятия в центральную «усадьбу» сельского поселения — село Коргуза, расположенное в двенадцати километрах от деревни.
В начале XX в. здесь функционировали земская школа (открыта в 1909 г.), 3 ветряные мельницы, мелочная лавка. В этот период земельный надел сельской общины составлял 1730 дес.
До 1920 г. деревня входила в Ивановскую волость Свияжского уезда Казанской губернии. С 1920 г. в составе Свияжского кантона Татарской АССР. С 14.02.1927 г. в Теньковском, с 20.10.1931 г. в Верхнеуслонском, с 10.02.1935 г. в Теньковском, с 16.07.1958 г. в Верхнеуслонском, с 01.02.1963 г. в Зеленодольском, с 12.01.1965 г. в Верхнеуслонском районах.
Ныне относится к Коргузинскому сельскому поселению.
Сейчас на территории деревни Патрикеево функционирует библиотека, сельский клуб, магазин, фельдшерский пункт.
Вокально-инструментальный дуэт «Патрикеевские молодцы», являются лауреатами и победителями российский, районных и республиканских конкурсов. Дуэт также включен в состав коллектива «Коргузинские девчата» и «Патрикеевские молодцы», и имеют звание Народный.

## Хозяйствующие субъекты
В 1931 г. в деревне организован колхоз имени Фрунзе, в 1950 г. в него вошёл колхоз «Авангард» (поселок Бычковский, ныне не существует), с 1957 г. деревня в составе совхоза «Приволжский» (село Майдан), с 1967 г. — совхоза «Коргузинский» (село Коргуза), с 1982 г. центральная усадьба подсобного хозяйства «Восход» треста «Татнефтепроводстрой», в 2000—2007 гг. в составе сельскохозяйственного кооператива «Коргуза».
Жители занимаются в основном сельским хозяйством в обществе с ограниченной ответственностью "Агрофирма «Верхнеуслонская» и мегаферме «Макулово» акционерного общества «Красный Восток Агро».

## Образование и культура
До 2011 г. в деревне работала начальная школа. Действуют клуб, библиотека (открыта в 1957 г. как изба-читальня), фельдшерско-акушерский пункт.
При клубе функционируют вокальный дуэт «Патрикеевские молодцы» (с 1997 г.) и детский театральный коллектив «Радуга» (с 2013 г.).
В окрестностях деревни располагается памятник природы — Горный сосняк (1972 г.).

## Население
| \| 1782 \| 1859 \| 1897 \| 1908 \| 1920 \| 1926 \| 1938 \| 1949 \| 1958 \| 1970 \| 1979 \| 1989 \| \| ---- \| ---- \| ---- \| ---- \| ---- \| ---- \| ---- \| ---- \| ---- \| ---- \| ---- \| ---- \| \| 102 \| ↗500 \| ↗709 \| ↗850 \| ↗904 \| ↘885 \| ↘641 \| ↘410 \| ↘381 \| ↘300 \| ↗307 \| ↘160 \| \| 2002 \| \| \| \| \| \| \| \| \| \| \| \| \| ↘159 \| \| \| \| \| \| \| \| \| \| \| \| 100 200 300 400 500 600 700 800 900 1000 1897 1949 2002 |      |      |      |      |      |      |      |      |      |      |      |
| 1782 | 1859 | 1897 | 1908 | 1920 | 1926 | 1938 | 1949 | 1958 | 1970 | 1979 | 1989 |
| 102 | ↗500 | ↗709 | ↗850 | ↗904 | ↘885 | ↘641 | ↘410 | ↘381 | ↘300 | ↗307 | ↘160 |
| 2002 |      |      |      |      |      |      |      |      |      |      |      |
| ↘159 |      |      |      |      |      |      |      |      |      |      |      |

Национальный состав
На 2017 г. — 109 человек (русские).